# Украинцы в Филадельфии

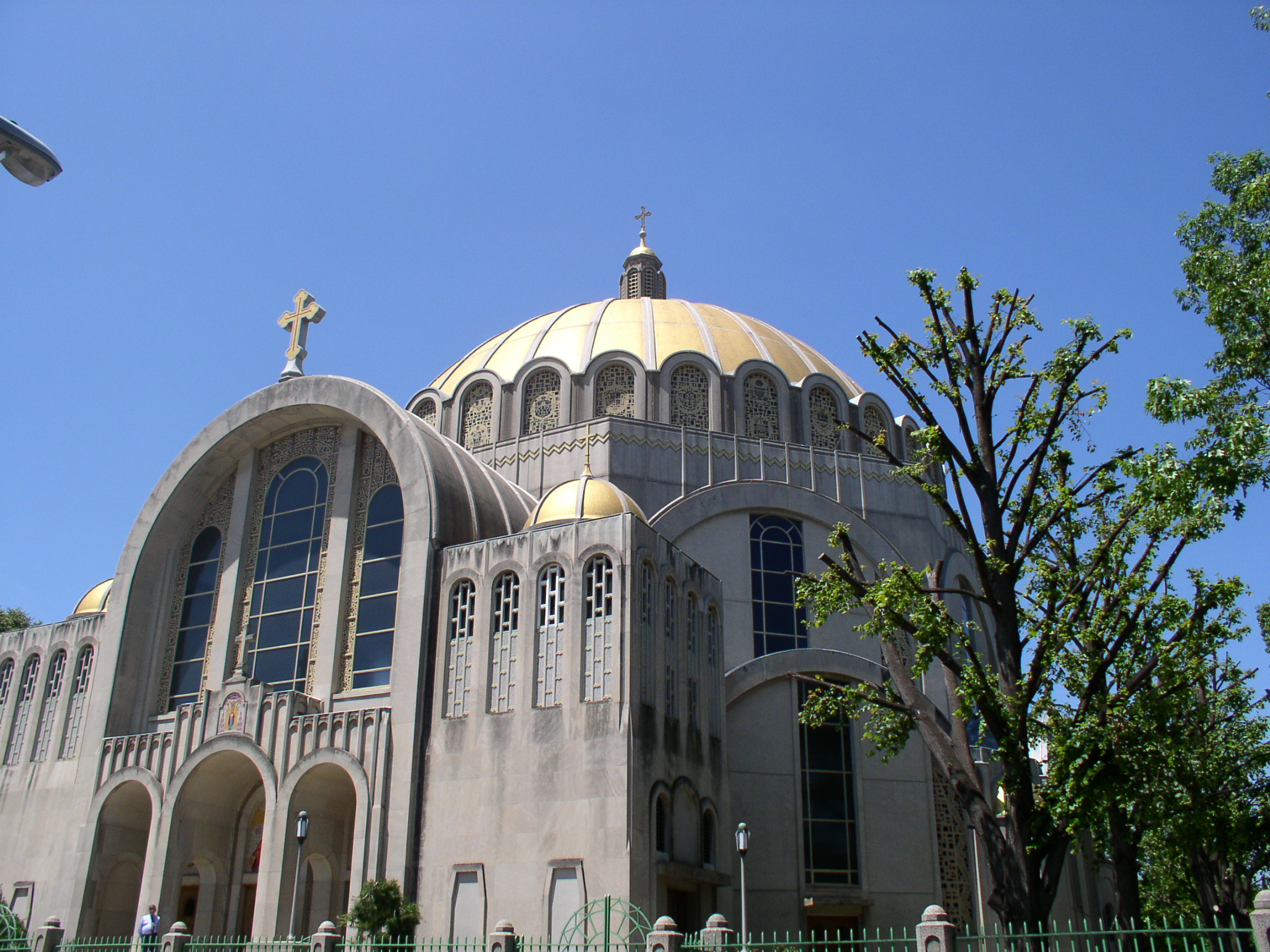
Украинский грекокатолический собор Непорочного зачатия Пресвятой Девы Марии в Филадельфии (см. Филадельфийская архиепархия УГКЦ)

Украинцы в Филадельфии — лица с украинским гражданством или национальностью, которые проживают в городе Филадельфия и являются частью украинской диаспоры в США. В целях сохранения украинской культуры, обычаев и традиций созданы союзы, ассоциации, средства массовой информации, работают украинские учреждения.

## История

### Формирование украинской диаспоры
Украинцы начали селиться в Филадельфии с 1880-х годов: сначала с Лемковщины, Закарпатья, а впоследствии и из других западноукраинских земель. Первыми начали творить религиозную общину закарпатцы, к которым приезжал священник из Газельтона: они создали 1891 году приход св.Духа, который существует и поныне. В 1905 году эмигранты из Галиции, недовольные венгерскими влияниями в этой области, организовали отдельный приход св. Михаила. После приезда епископа Сотера Ортинского в 1908 году был открыт кафедральный храм Непорочного Зачатия. Одновременно возникали с 1903 году отделы Украинского Народного Союза, читальни «Просвіти» (1905) и другие.
Со временем начали приезжать украинцы из других городов, прибывали новые эмигранты. Украинские переселенцы работали на паровозостроительных заводах, сталеварнях, сахарорафинадных заводах, на железной дороге, в порту.
Благодаря организационным усилиям епископа Ортинского был быстро основан центр украинской религиозной и образовательной жизни. В 1905 и 1909 годах в Филадельфии произошли  обще-американские образовательные съезды, после которых начали открывать читальни «Просвиты» и сеть школ украиноведения. В 1909 году создано Общество Русько-Американских Горожан, которое приобрело собственный народный дом. В 1911 году под руководством сестер-василианок создан приют, а в 1917 году образована Малая Семинария св.Павла. По инициативе Ортинского в 1915 году создан «Руський Банк». После окончательного разделения греко-католиков на две юрисдикционные единицы (галичан и закарпатцев) в 1924 году Филадельфия стала центром украинского католического экзархата (епископ Константин Богачевский), который в 1958 году стал Филадельфийским митрополитом.

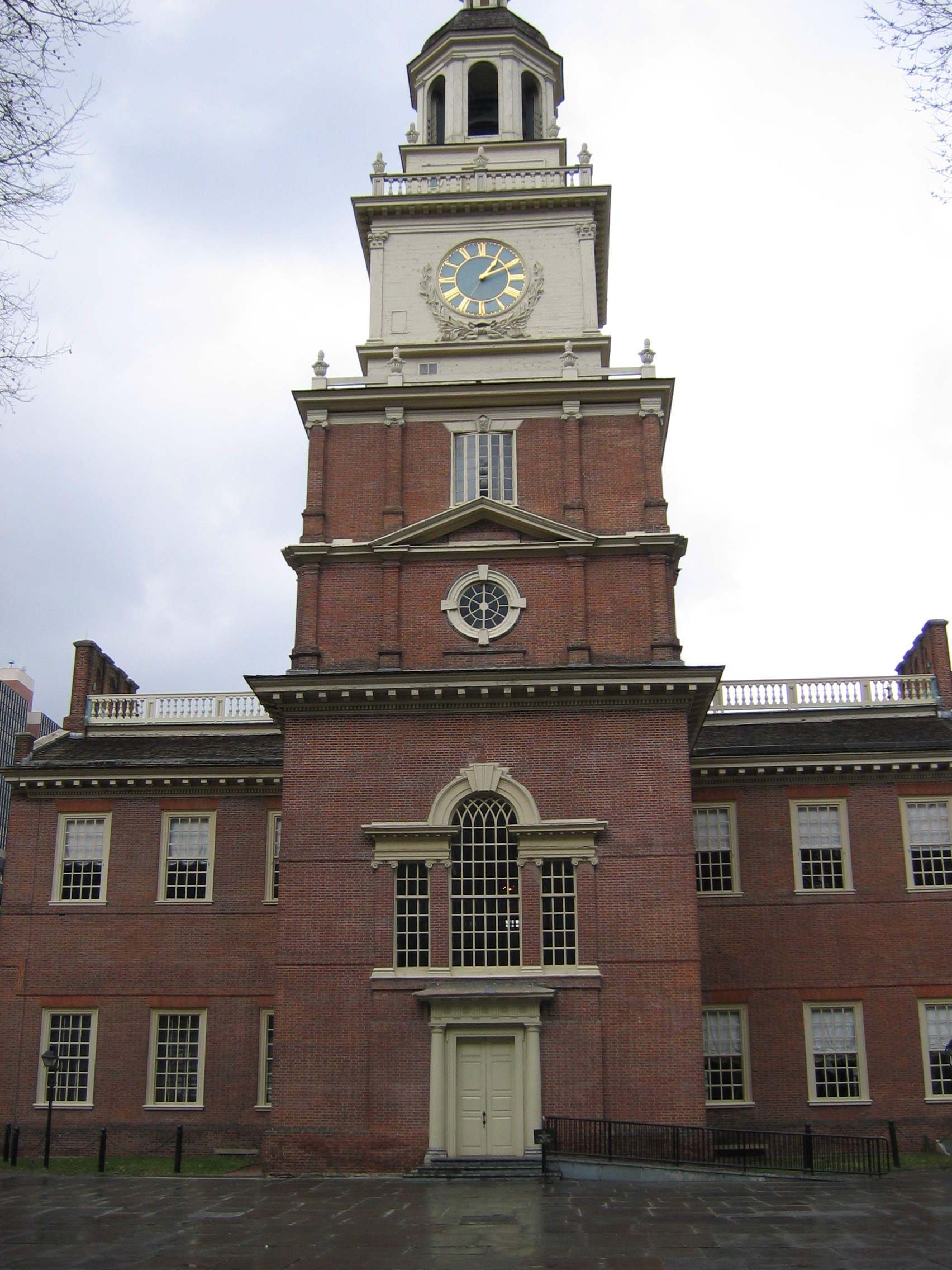
Зал независимости в Филадельфии

### Украинцы в Филадельфии: межвоенный период
В 1925 году из Чикаго в Филадельфию перешел православный архиепископ Иоанн Теодорович, управляя отсюда приходами Украинской Православной Церкви в США. За межвоенное время украинская общественная и культурная жизнь в Филадельфии претерпела значительное развитие: 26-27 октября 1922 года здесь состоялся организационный съезд Объединения украинских организаций в Америке — и к 1930 года действовал его центр; 17-19 июля 1936 года Лига украинской католической молодежи провела свой IV Съезд и Украинско-американскую олимпиаду.
Украинцы Филадельфии принимали активное участие в акциях помощи освободительной борьбе Украины: в 1918 году состоялся «Украинский день» со сборником; в 1922 году — антибольшевистское вече; на момент 1930 года состояние организованной жизни был такой: две украинские католические церкви, одна православная, одна греко-католическая закарпатская, шесть народных домов, одна приходская школа и 1 средняя девичья (обе под руководством сестер-василианок), шесть вечерних школ украиноведения, четыре библиотеки-читальни, три типографии, несколько женских, молодежных, братских организаций, спортивные клубов, хоров и т.д.. Выходила газета «Америка», сначала как еженедельник, затем (1918 — 1950) — три раза на неделю; еженедельник закарпатских эмигрантов — «Русинъ» (1910-1911), православный журнал — «Днепр» (1927-1950) и католический месячник — «Миссионер» (с 1917).

### Украинцы в Филадельфии: послевоенный период
В 1944 году в Филадельфии состоялся 2-й Конгресс украинцев Америки, который положил основы для деятельности Украинского Конгрессового Комитета Америки (УККА): этот конгресс дал начало существованию Объединенного украинско-американского комитета помощи с центром здесь же. В 1948 году состоялся Всемирный съезд украинских женщин, по результатам которой создана Мировая федерация украинских женских организаций (СФУЖО), имевшая свой двор в Филадельфии.
Новая эмиграция из лагерей перемещенных лиц в Западной Европе значительно увеличила число украинцев (около 5-6 тысяч новоприбывших). Число украинских греко-католических церквей выросло в 1981 до 10-ти; были также 3 православные церкви, 2 евангельско-баптистские, 2 общины пятидесятников. Появились ряд новых организаций, среди которых: общественно-политические, женские, ветеранские, профессиональные, молодежные (в частности Пласт и СУММ), спортивные (общество «Тризуб» — двукратный чемпион Американской футбольной лиги), культурно-образовательные («Молодая Просвита» с 1953), основано несколько финансовых учреждений. Большинство организаций объединились в отделе УККА (долголетние главы: Б. Гнатюк, И. Скальчук, П. Стерчо). Некоторые краевые центры образовали свои организации в Филадельфии: Союз украинок Америки (1943 — 74), Объединения бывших воинов украинцев Америки (с 1949), Украинский музыкальный институт в Америке (1952 — 59, дир. Г. Савицкий), Украинское патриархальное общество (1970-1979), Украинское религиозное общество «Святая София» (с 1977).
Среди культурных и образовательных учреждений в Филадельфии можно выделить: Девичий колледж «Менор» под руководством сестер-василианок (основан в 1947), Украинская художественная студия, руководитель Петр Мегик, основанная 1952), Восточноевропейский исследовательский институт им. В. Липинского (с 1963 — директор Е. Зыбликевич), филиал Украинского католического университета в Риме (основан в 1977 — директор Л. Рудницкий). В 1980 году силами корпорации Украинского образовательно-культурного центра (председатель — А. Черник) приобретен репрезентативный дом, в котором имели помещения Школа украиноведения, Общество опеки над украинской молодежью «Рідна Школа» в Пенсильвании, Пласт и ряд других учреждений и обществ. Действовали 3 субботние школы украиноведения, а в 1982 году в Филадельфию перенесло свой двор правительство в изгнании УНР с официозом «Мета».
В 1949-57 годах здесь действовал Украинский театр под руководством В. Блавацкого, в конце 1950-х — начале 60-х «Театр в пятницу» (руководитель В. Шашаровський), с 1953 г. работал хор «Кобзарь» (дирижер Антон Рудницкий), а с 1970-х годов хор «Прометей» (дирижер М. Длябога); существовало украинское радиовещание.
После 1945 года в Филадельфии выходили печатные органы: «Америка», «Миссионер», литературный журнал «Киев» (1950-1964), журнал «Українська Книга» (1971), женский ежемесячник «Наше Життя» (1944-1974), католический еженедельник «Шлях — The Way» (с 1940), «Нотатки з Мистецтва» (непериодическое издание, ред. Петр Мегик и П. Андрусив). Основаны также книжные издательства: «Провидение» сестер-василианок, Восточноевропейского Исследовательского Института, «Киев», и другие.
Территориальное размещение филадельфийских украинцев со временем значительно изменилось: обозначилась тенденция переселения на лучшие участки и в пригороды, однако около старых церквей остались небольшие компактные места проживания. Изменилась также профессиональная структура и жизненный уровень украинских жителей: среди них есть высококвалифицированные специалисты, занятые в торговле и администрации, есть и профессиональные рабочие. Значительное число украинцев основало собственные торговые и промышленные предприятия.

## Поддержка Евромайдана
Во время массовых протестов украинцев после силового разгона Евромайдана в Киеве украинцы Филадельфии поддержали европейские стремления украинского народа. Они вышли на Евромайдан в Филадельфии. Украинская федерация Америки из Филадельфии отсняла видео о событиях на Евромайдане в Киеве «Вместе мы это переживем», и поддерживали своим присутствием на Евромайдане в Киеве.

## Известные люди
- Грудин Владимир Владимирович — украинский композитор, пианист. Умер здесь.
- Квит Зиновий — председатель Всемирного союза учителей-украинцев.
- Матла Зиновий Антонович (26 ноября 1910, стр. Мостки — 23 сентября 1993, г. Филадельфия) — деятель ОУН.
- Богдан Романенчук — украинский ученый-литература - и языковед, издатель.
- Майер Фельдман — политический помощник в администрациях президентов Кеннеди и Джонсона.